# خوليو كوريا
خوليو كوريا (بالإسبانية: Julio Correa)‏ هو لاعب كرة قدم أوروغواني في مركز الوسط، ولد في 9 يوليو 1948. لعب مع نادي كوبريلوا.

## وصلات خارجية
- خوليو كوريا على موقع قاعدة بيانات كرة القدم.إي يو (الإنجليزية)